# Vaugondry
Vaugondry is een plaats en voormalige gemeente in het Zwitserse kanton Vaud, en maakt deel uit van het district Jura-Nord vaudois.
Vaugondry telde 35 inwoners op 31 december 2010.

## Geschiedenis
Op 1 juli 2011 is het met de gemeenten Fontanezier, Romairon en Villars-Burquin tot de gemeente Tévenon.